# The Fatal Feast
Albums de Municipal Waste
Massive Aggressive
(2009) Slim And Punishment
(2012)
The Fatal Feast est le cinquième album studio du groupe de Thrash metal américain Municipal Waste. L'album est sorti le 13 avril 2012 sous le label Nuclear Blast.

## Musiciens
- Tony Foresta: chant
- Ryan Waste: guitare
- "Land Phil": basse
- Dave Witte: batterie

## Liste des titres
1. Waste in Space
2. Repossession
3. New Dead Masters
4. Unholy Abductor
5. Idiot Check
6. Covered in Sick / The Barfer
7. You're Cut Off
8. Authority Complex
9. Standards and Practices
10. Crushing Chest Wound
11. The Monster with 21 Faces
12. Jesus Freaks
13. The Fatal Feast
14. 12 Step Program
15. Death Tax
16. Residential Disaster